# Shipley (Yorkshire de l'Ouest)
Pour les articles homonymes, voir Shipley.

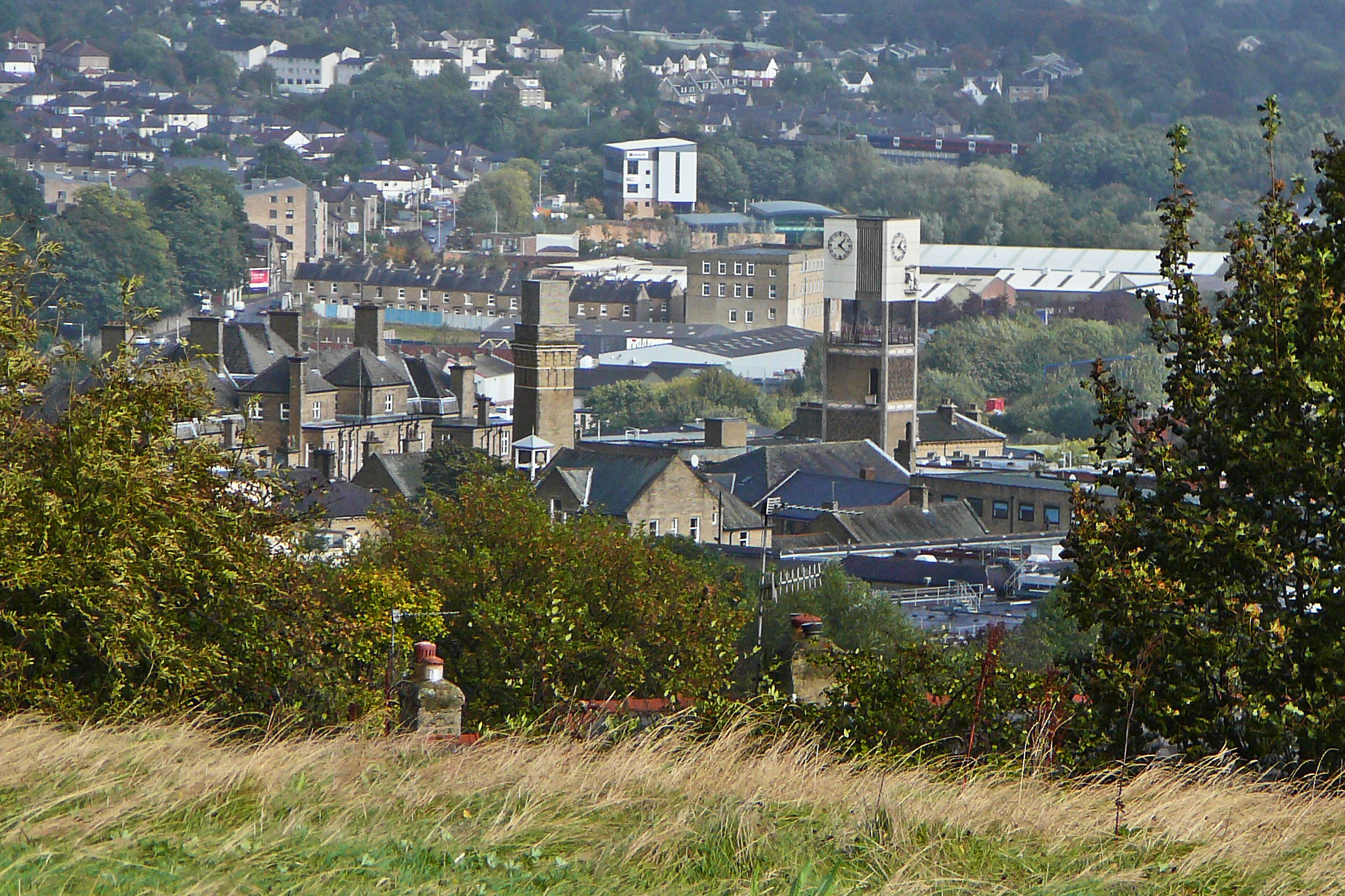
Vue de Shipley.

Shipley est une ville du Yorkshire de l'Ouest, en Angleterre. Elle est située au nord de Bradford et relève du district métropolitain de la Cité de Bradford. Au moment du recensement de 2001, elle comptait 28 162 habitants. Sa gare possède cinq voies.

## Industrie
Shipley a hébergé dans les années 1980 la société Naylor Cars, qui produisait une réplique de la MG TF des années 1930 : la Naylor TF 1700

## Personnalités liées à la ville
- L'explorateur polaire Douglas Mawson (1882-1958) est né à Shipley.
- Le réalisateur Tony Richardson (1928-1991) est né à Shipley.
- Le footballeur Andy Couzens (1975-) y est né.